# Équipe de Serbie espoirs de football
Maillots
L'équipe de Serbie espoirs est une sélection de joueurs de moins de 21 ans au début des deux années de compétition placée sous la responsabilité de la Fédération de Serbie de football. Elle a participé à l'Euro espoirs 2007 qui a eu lieu aux Pays-Bas.

## L’héritage footballistique de l’ancienne Yougoslavie
La Fédération de Serbie de football (Фудбалски савез Србије) a été fondée en 1919. Lors de la création de la Fédération de football de Serbie en 1919, la première Yougoslavie n'existait pas encore elle ne fut créée qu’en décembre 1919. Elle est affiliée à la FIFA depuis 1921 et est membre de l'UEFA depuis sa création en 1954. La Serbie a été reconnue d'un commun accord avec la FIFA et les autres pays de l'ex-Yougoslavie comme l'héritière directe des statistiques FIFA et UEFA de la Yougoslavie et de la Serbie Monténégro, date de création de la Fédération de Serbie et son affiliation FIFA et voir statistique FIFA de la Serbie, c'est pour cette raison qu'elle n'a pas eu besoin de faire le processus d'affiliation à la FIFA comme les autres pays issus de l'ex-Yougoslavie. À la suite de l'éclatement du pays, l'équipe de Yougoslavie de football (Фудбалска репрезентација Југославије) est dissoute en 1992.

## Les différentes appellations du pays depuis 1992
Jusqu’en 1992, le pays portait le nom de république fédérative socialiste de Yougoslavie. Avec les Guerres de Yougoslavie, le pays se scinda en plusieurs pays. Mais la région de Belgrade de 1992 à 2003 prit le nom de république fédérale de Yougoslavie. De 2003 à 2006, le pays porta le nom de Serbie-et-Monténégro, en référence aux deux entités formant le pays (la Serbie et le Monténégro). Mais depuis le 5 juin 2006, avec la dissolution de la Serbie-et-Monténégro, la Serbie est un pays indépendant, prend la relève de l’ancienne entité. On parle d'équipe de la république fédérale de Yougoslavie (ou d'équipe de Yougoslavie) entre le 15 janvier 1992 et le 4 février 2003, d'équipe de Serbie et Monténégro entre le 4 février 2003 et le 3 juin 2006, et donc d'équipe de Serbie depuis le 3 juin 2006.

## Palmarès
- Championnat d'Europe espoirs : Finaliste en 2004, et 2007.

## Effectif actuel
Les joueurs suivants ont été appelés pour disputer un match amical contre la Bulgarie le 27 septembre 2022.
Gardiens
- Ognjen Lukić
- Veljko Ilić
- Filip Stanković

Défenseurs
- Uroš Drezgić
- Viktor Rogan
- Aleksandar Lukić
- Aleksandar Kadijević
- Uroš Lazić
- Mihajlo Ilić
- Stefan Obradović

Milieux
- Nemanja Jović
- Aleksa Đurasović
- Vladimir Lučić
- Mitar Ergelaš
- Nikola Petković
- Vladimir Miletić
- Nikola Knežević
- Ognjen Ajdar
- Nikola Stanković
- Igor Miladinović
- Nikola Jojić

Attaquants
- Miloš Pantović
- Petar Ratkov

Sélectionneur: Goran Stevanović

## Les sélectionneurs
- Milovan Đorić
- Milorad Kosanović
- Vladimir Petrović Pižon
- Dragan Okuka : 2004-2006
- Miroslav Đukić : 2006-2007
- Slobodan Krčmarević : depuis 2007